# Huacaschuque (distrito)
O Distrito peruano de Huacaschuque é um dos onze distritos que formam a Província de Pallasca, situada no Ancash, pertencente a Região Ancash, Peru.

## Transporte
O distrito de Huacaschuque é servido pela seguinte rodovia:
- PE-3N, que liga o distrito de La Oroya (Região de Junín) à Puerto Vado Grande (Fronteira Equador-Peru) no distrito de Ayabaca (Região de Piura)[2][3][4]